# Araneus canestrinii
Araneus canestrinii este o specie de păianjeni din genul Araneus, familia Araneidae. A fost descrisă pentru prima dată de Thorell, 1873.
Este endemică în Italia. Conform Catalogue of Life specia Araneus canestrinii nu are subspecii cunoscute.